# Аэрокосмическая техника
Авиационно-космическая техника — летательные аппараты, ракеты-носители и космические аппараты.

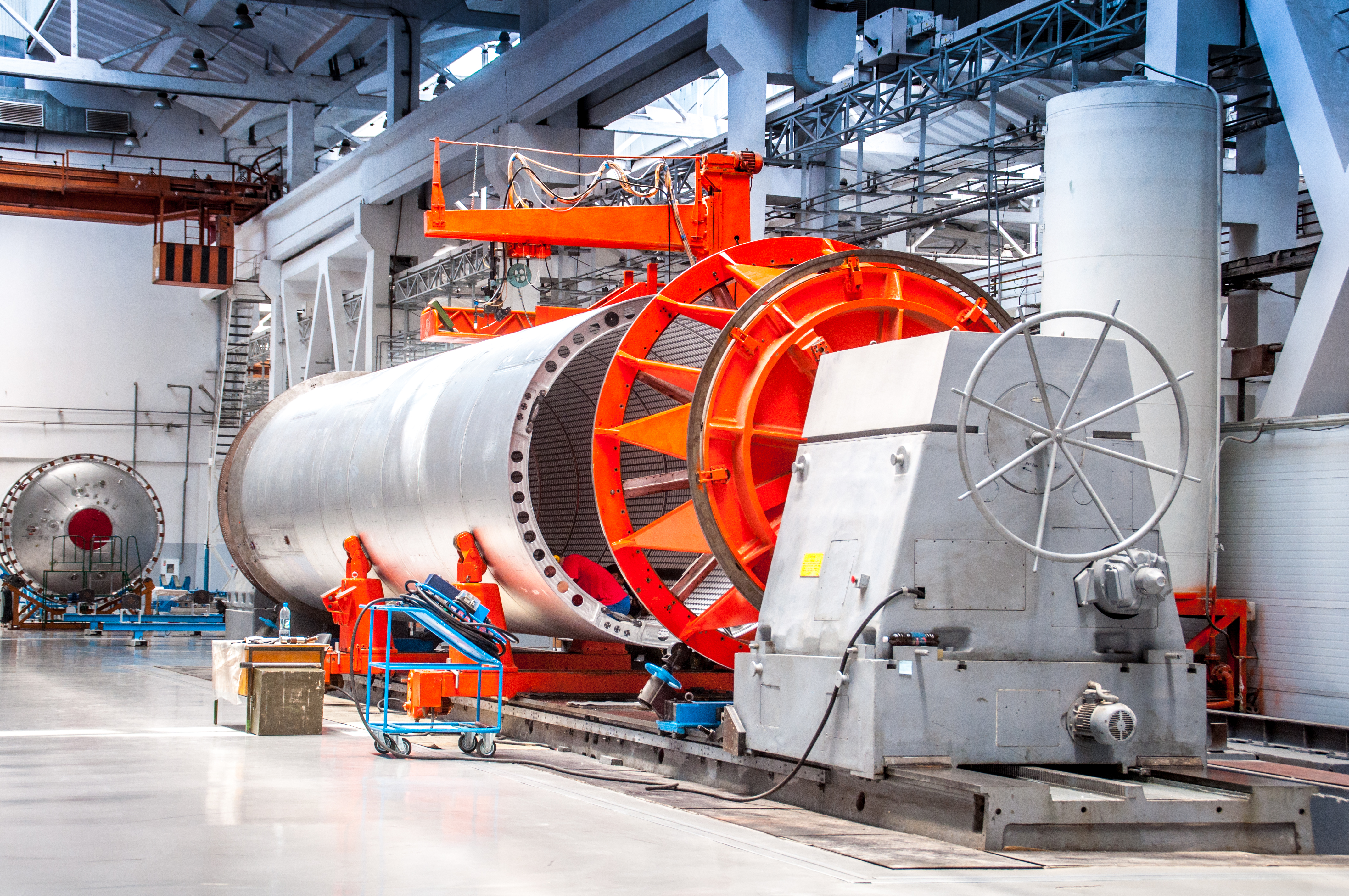
Освоение полного цикла сборки ракеты-носителя «Ангара» на производственной площадке ПО «Полёт».

## История

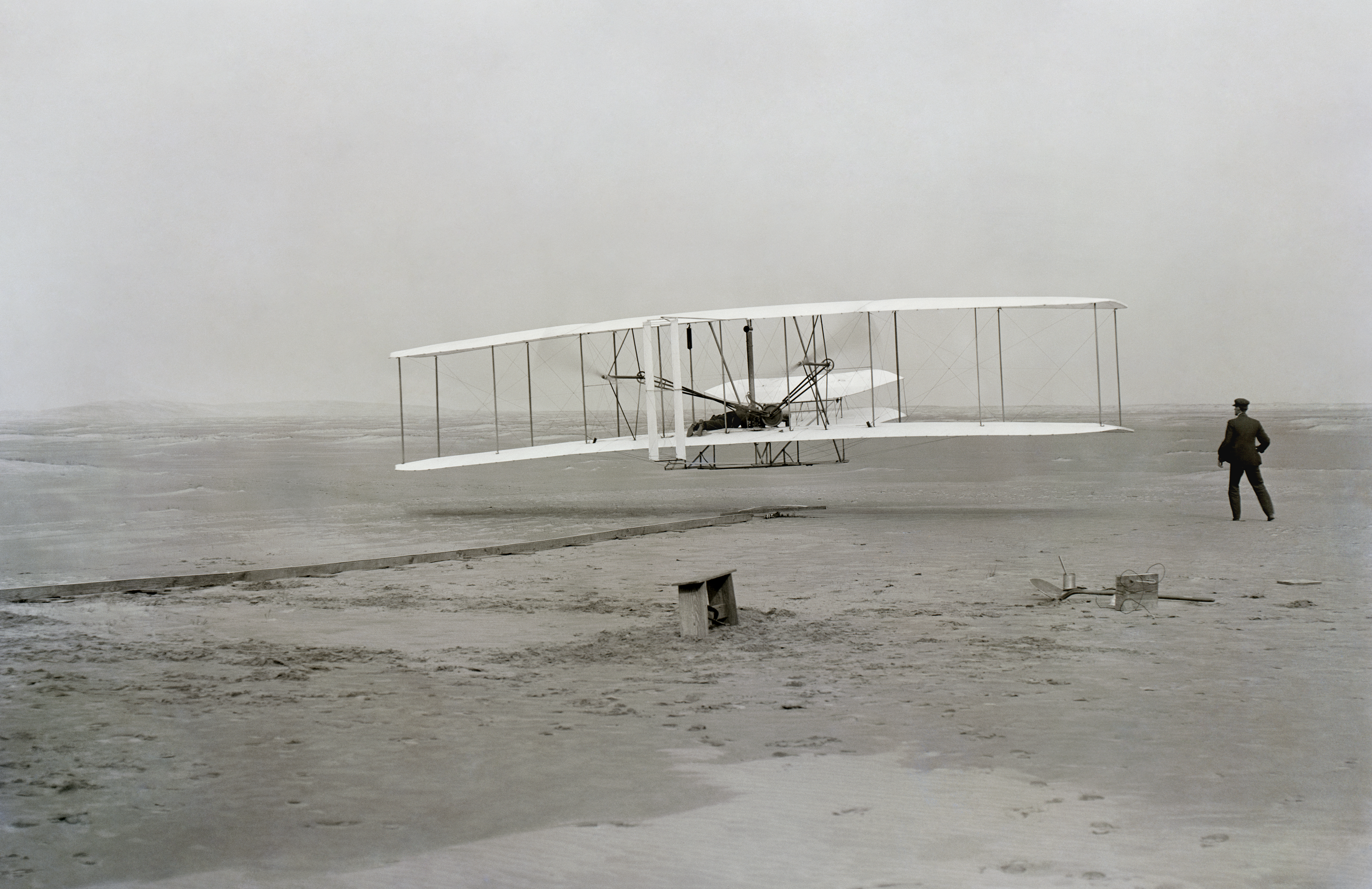
Самолёт братьев Райт

Зарождение аэрокосмической техники как науки можно наблюдать с конца XIX — начала XX веков, хотя работа сэра Джорджа Кейли датируется последним десятилетием XVIII века до середины XIX века. Один из самых важных людей в истории воздухоплавания, Кейли был пионером в области авиационной техники, в частности Кейли считается первым человеком, выделившим понятия подъемной силы и лобового сопротивления, влияющие на любой летательный аппарат в атмосфере. Ранее знания об авиационной технике во многом были эмпиричными, некоторые понятия и навыки были взяты из других областей инженерного дела. Ученые поняли некоторые ключевые элементы аэрокосмической техники в XVIII веке. Много лет спустя, после успешных полетов братьев Райт, в 1910-е годы развитие авиационной техники произошло в результате необходимости в разработке военных самолетов для Первой мировой войны.
Первое определение авиационно-космической техники появилось в феврале 1958 года. Оно объединяло атмосферу Земли и космическое пространство в единую сферу и тем самым охватило оба термина: самолеты (аэро) и космические аппараты (космос).
Самолётостроение является одной из наиболее прибыльных и в то же время наиболее капиталоёмких отраслей машиностроения. Немногие страны мира, из числа наиболее развитых государств, обладают полным циклом (макротехнологии) создания авиационной техники — такую промышленность имеют 5—6 государств, обладающие высокими технологиями.

Производство крупных пассажирских самолётов освоено всего несколькими государствами. Самые крупные из них — широкофюзеляжные самолёты — выпускают компании «Airbus» (ЕС) и «Boeing» (США); самолёты, рассчитанные на меньшее количество пассажиров, производятся в странах ЕС (компании «ATR» и «Saab AB»), в Канаде («Bombardier»), в Бразилии («Embraer»), в Иране (HESA), России (Объединённая авиастроительная корпорация) и на Украине (на Харьковском авиазаводе и «Антонове»).

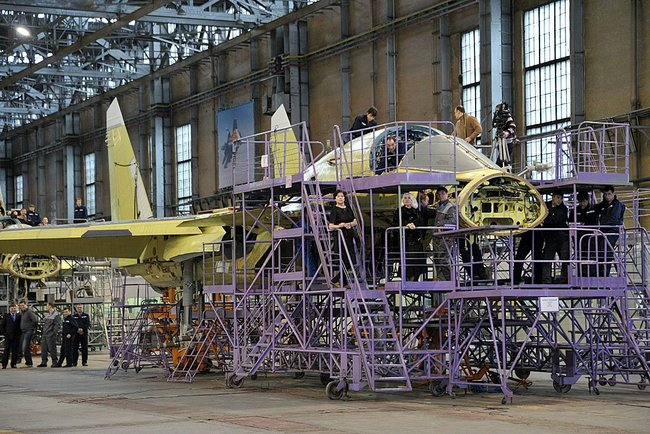
Сборка истребителя-бомбардировщика Су-34 на Новосибирском авиационном заводе имени В. П. Чкалова.

Производство ракетной техники и космических аппаратов сосредоточено, в основном, в США, России, Франции, Великобритании, Китае.
В 2017 году общая выручка мировой аэрокосмической промышленности составила 838 млрд. долларов США.

## Теория

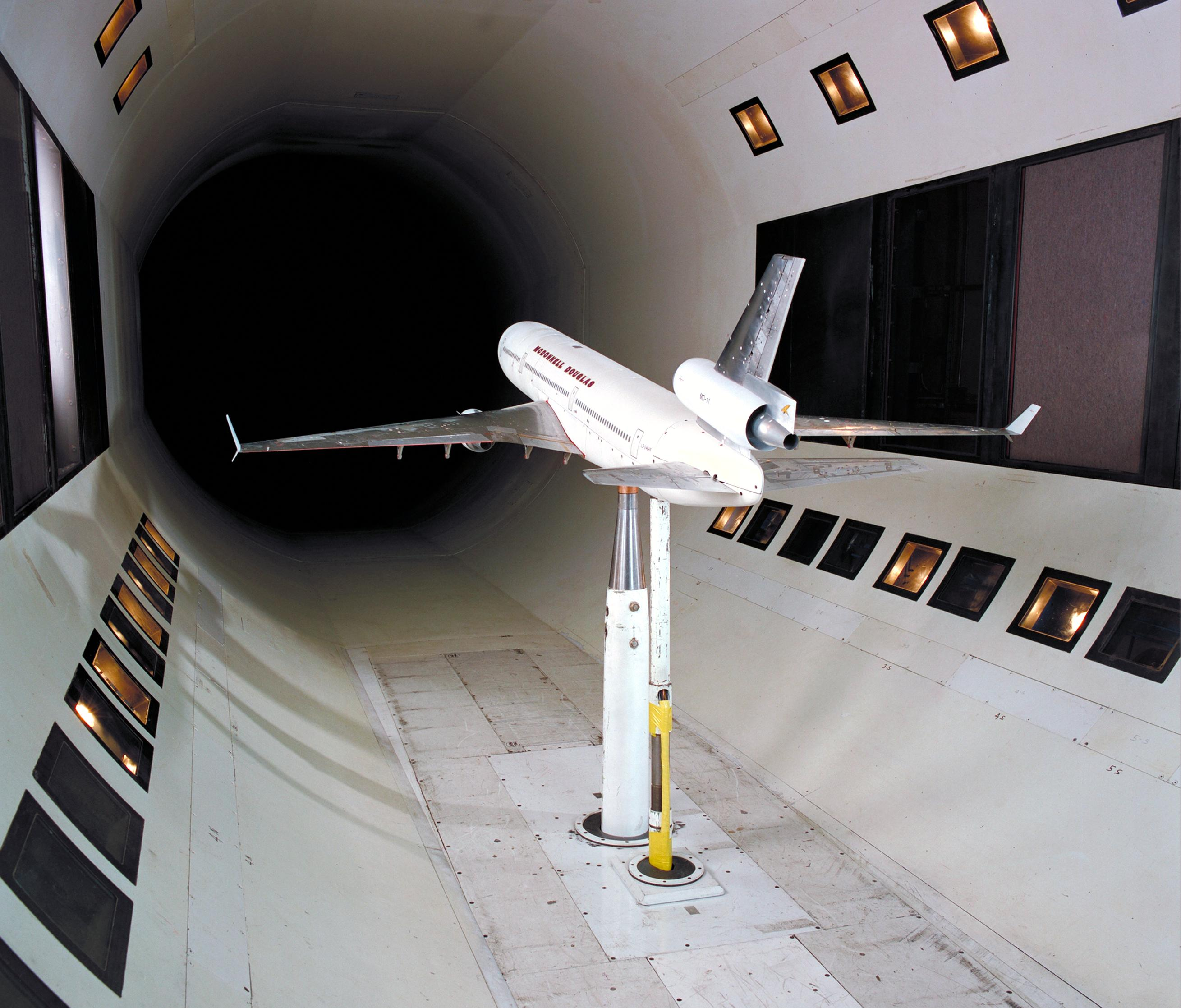
Испытание макета самолёта MD-11 в аэродинамической трубе в Исследовательском центре Эймса.

Для изготовления аэрокосмической техники требуется теоретическая подготовка в следующих областях:
- аэродинамика
- аэроакустика
- гидроаэромеханика
- математика
- механика твёрдого деформируемого тела
- материаловедение
- радиоэлектроника
- статическая и динамическая прочность
- теория автоматического управления
- теория авиационных и ракетных двигателей
- электротехника

При создании авиационной техники большое значение всегда имели испытания масштабных моделей и прототипов, в том числе, в аэродинамических трубах. В наше время также широко применяется компьютерное моделирование.
Создание аэрокосмической техники требует интеграции всех компонентов и подсистем летательного (космического) аппарата.

## Обучение
Инженеров в области авиационно-космической техники готовят в различных высших учебных заведениях. Для студентов, обучающихся в области авиационно-космической техники, имеет большое значение подготовка в области математики, физики, химии.

## В популярной культуре
В английском языке выражение «учёный в области ракетостроения» (англ. rocket scientist) иногда используется в переносном смысле, чтобы описать очень умного человека, так как ракетостроение рассматривается как практика, требующая больших умственных способностей, особенно в технической и математической областях. Термин иронически используется в выражении «это не ракетостроение» (англ. It's not rocket science), чтобы указать, что задача проста.